# Euxoa intrusa
Euxoa intrusa là một loài bướm đêm trong họ Noctuidae.